# الاتحاد الأوروبي والمحكمة الجنائية الدولية
لا يُعد الاتحاد الأوروبي (EU) طرفًا في المحكمة الجنائية الدولية (ICC) نظرًا لوضعه، ولكن جميع الدول الأعضاء في الاتحاد الأوروبي موقِّعة على ميثاق المحكمة ويُعتبر الاتحاد الأوروبي أقوى داعم للمحكمة الجنائية الدولية. قدّم الاتحاد الأوروبي دعمًا سياسيًا وماليًا وتقنيًا للمحكمة التي يقع مقرها أيضًا في أراضيه (لاهاي، هولندا).

## المواقف والاتفاقيات
في عام 2001 اتفق الاتحاد الأوروبي على موقف مشترك، وهو أن لديه سياسة خارجية متفق عليها على نطاق الاتحاد الأوروبي بشأن دعم المحكمة الجنائية الدولية بقوة. تم تحديث هذا الموقف في عام 2003 ودُمِج مع خطة عمل.
يُلزم اتفاق التعاون لعام 2006 بين الاتحاد الأوروبي والمحكمة الجنائية الدولية الاتحادَ الأوروبي وأعضاءه بمساعدة المحكمة الجنائية الدولية، لا سيما عن طريق تسليم معلومات سرية إلى المحكمة. من الأمثلة على هذا التعاون سابقًا دعمه المحكمة الجنائية الدولية في جمهورية الكونغو الديمقراطية ودارفور، وشمل التعاون الثاني أيضًا مركز الاتحاد الأوروبي للأقمار الصناعية الذي وفّر الصور والتقارير.
تتضمن اتفاقية كوتونو التي أبرمها الاتحاد الأوروبي مع مجموعة دول أفريقيا والكاريبي والمحيط الهادئ مادةً ملزمةً تشير إلى دعم تلك الدول للمحكمة الجنائية الدولية وأن عليها «اتخاذ خطوات نحو التصديق على نظام روما الأساسي والصكوك ذات الصلة وتنفيذها». كما يعمل الاتحاد الأوروبي على إدراج بنود مماثلة في اتفاقيات الشراكة والاتفاقيات التجارية حول العالم.

## الدعم المالي
وقّعت جميع الدول الأعضاء وصدّقت على نظام روما الأساسي (الذي أنشأ المحكمة، ودخل حيز التنفيذ في عام 2002) وبالتالي، نظرًا لعدم وجود الدول العظمى الأخرى كأعضاء، أصبح الاتحاد الأوروبي الآن أكبر مساهم مالي في المحكمة (قبل انضمام اليابان في عام 2007، بلغت مساهمته 75.6 ٪. بعد ذلك، ما تزال 57.4 ٪). كما يموّل الاتحاد الأوروبي المنظمات التي تدعم المحكمة.

## الدعم الدبلوماسي
يعدّ الاتحاد الأوروبي الداعم الأقوى للمحكمة الجنائية الدولية إذ ساندها في كل حالة تقريبًا. عمل في بعض الحالات كفرع للعلاقات العامة في المحكمة الجنائية الدولية وشجّع الدول في جميع أنحاء العالم على اعتماد نظام روما الأساسي (بما في ذلك وضعه في الاتفاقيات التجارية على النحو المذكور أعلاه). نظرًا لصعوبة عمل المحكمة ومعارضة القوى الكبرى مثل الولايات المتحدة، كان هذا الدعم لا غنى عنه، وبالمثل، كان الاتحاد الأوروبي يستخدم المحكمة الجنائية الدولية كأداة لإثبات وجوده.